# Selenaionea
A Selenaionea a Heterolobosea Tetramitia csoportjának osztálya. Két klád tartozik ide, a Selenaionidae és a Neovahlkampfiidae.

## Történet

### Előtörténet
A Selenaion koniopest Park, de Jonckheere és Simpson 2012-ben írták le.
A Selenaionidae és Neovahlkampfiidae családokat 2018-ban írták le Hanousková  et al.
Thomas Cavalier-Smith utolsó rendszertanában létrehozta a Lunosea csoportot a Selenaionida számára, mely a félhold alakú Dactylomonasra és a Selenaion holdkráterszerű cisztapórusaira utal. E kládot az Orthozoa altörzsbe sorolta, és a Pharyngomonasszal rokonította, míg a Neovahlkampfiidae kládot a Tetramitián belül a Neovahlkampfiea osztályba sorolta. Az Orthozoa név oka az egymásra merőleges (ortogonális) centriólumpár volt.

### A Selenaionea megjelenése
A Selenaioneát 2025-ben írták le Pánek  et al. filogenomikai alapon. Az Orthozoa parafiletikus csoportnak, a Selenaionidae a Neovahlkampfiida testvércsoportjának bizonyult, ezért e két kládot egyesítették a Selenaionea osztályban.

## Genetika
A Dactylomonas venusta és a Neovahlkampfia damariscottae magi és mitokondriális genetikai kódja is különbözik a standard kódtól. A két fajban a korábbi stopkodon feltehetően a kodonütésmodell szerint lett aminosavhoz rendelve, ahol a kodon-hozzárendelés módosulása a kodon eltűnésével kezdődik, majd az mtRF2 is eltűnik, majd megjelenik a megfelelő tRNS, végül ismét megjelenik a kodon. A két fajban az UGA kodon triptofánhoz (W) van rendelve, de nem ismert, mennyire elterjedt a kládban e kodonhozzárendelés-változás.
A N. damariscottae a mitokondriális kodon-újrarendelés első példája a Heteroloboseán belül. Ennek mtDNS-ét 2025-ben szekvenálták Pánek  et al., ennek hossza 47 641 bp.

## Morfológia
Míg a Selenaionidae Selenaion nemzetsége és a Neovahlkampfia amőbák, a Dactylomonas ostoros és amőboid állapotok közt váltakozik. Ennek ostoros állapota kinetidánként 2 ostorral és egymásra merőleges kinetoszómákkal rendelkezik. A Selenaionidae nukleóluszai parietális, a Neovahlkampfiáéi központi helyzetűek. A Selenaionidae nem rendelkezik sejtszájal vagy sejtgarattal, a Dactylomonasban nem figyeltek meg fagocitózist.
A Selenaion cisztája rendelkezik fényes gömbölyű zárványokkal. A Dactylomonas ostorai rendelkeznek R1 és R2 ostorgyökérrel, hátulsó ostorán pedig ujjszerű kiemelkedések láthatók.

## Életciklus
Míg a Dactylomonas életciklusa ostoros, amőba- és cisztaszakaszt egyaránt tartalmaz, a Selenaion és Neovahlkampfia nemzetségekben csak amőba és cisztaszakasz ismert, ez utóbbiról 2025-ben Pánek  et al. kimutatták, hogy nincs ostorspecifikus génje, szemben számos ismert ostoros életszakasz nélküli fajjal.